# Leisnig (merseburgisch-naumburgisches Adelsgeschlecht)

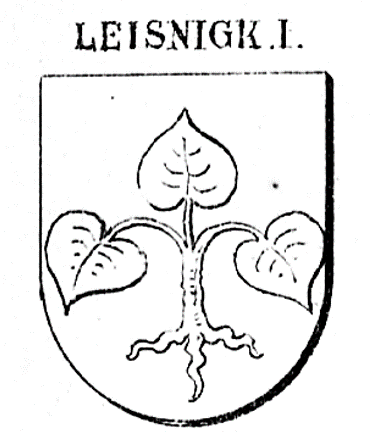
Wappen derer von Leisnig

Die Herren von Leisnig (auch Leisnigk o. ä.) waren ein im Merseburgischen und Naumburgischen begütertes Niederadelsgeschlecht.
Die hier behandelten Herren von Leisnig sind von den dynastischen Burggrafen von Leisnig und dem niederadeligen, naumburgischen Adelsgeschlecht derer von Leisnig zu unterscheiden.

## Geschichte
Das Ministerialengeschlecht stellte für die Burggrafen von Leisnig Burgmannen auf Burg Leisnig (Mildenstein) in Sachsen. Das Geschlecht kommt darüber hinaus im 14. und 15. Jahrhundert vereinzelt in Urkunden der Stifte Merseburg und Naumburg vor. Es besaß Plotha 1308 und erscheint unter den Burgmannen von Schönberg 1337.
Das Geschlecht erlosch wohl schon Anfang des 16. Jahrhunderts.

## Wappen
Blasonierung: Im Schild ein dreiblättriger Lindenzweig.
Tingierung und Helmzier des Wappens sind nicht überliefert.